# Achaea balteata
Achaea balteata is een vlinder van de familie van de spinneruilen (Erebidae). De wetenschappelijke naam van deze soort is voor het eerst voorgesteld door Joseph de Joannis in een publicatie uit 1912.
De soort komt voor op Madagaskar.